# The Devastations
The Devastations — инди-рок-группа, образовавшаяся в 2002 году в австралийском Мельбурне.

## История группы
Группа была основана Томом Карлионом, Хьюго Крэном и Конрадом Стэндишем после распада их предыдущей команды Luxedo. Оригинальное название The Devastations было сформировано по принципу, позаимствованному у таких групп как, например, The Temptations; артикль «the» впоследствии был упразднен.
5 мая 2003 года группа выпустила дебютный альбом под одноименным названием. В 2004 году группа подписала контракт со студией Beggars Banquet Records, а альбом The Devastations был признан журналом «Rolling Stone Germany» лучшим дебютным альбомом 2004 года.
19 сентября 2005 года The Devastations выпустила второй студийный альбом, Coal. В том же году альбом был номинирован на Australian Music Prize. Та же «участь» постигла и третий студийный альбом Yes, U, появившийся 17 сентября 2007 года. Альбом был также номинирован на EG Awards как лучший альбом 2007 года.
В 2008 The Devastations записали кавер-версию песни группы the Cure 1981 года «All Cats Are Grey» для трибьюта «Perfect as Cats: A Tribute to the Cure» лос-анджелесского инди-лейбла Manimal Vinyl.
В 2009 группа в сотрудничестве с Blonde Redhead записала композицию «When the Road Runs Out» для благотворительного альбома в пользу ВИЧ-инфицированных «Dark Was the Night», спродюсированного студией «Red Hot Organization».
В 2010 году The Devastations распалась, а Карлион и Стэндиш позднее образовали дуэт электронной музыки Standish/Carlyon.

## Дискография

### Студийные альбомы
- The Devastations (2003)
- Coal (2005)
- Yes, U (2007)